# Justin Williams
Pour les articles homonymes, voir Williams.
Justin Williams (né le 4 octobre 1981 à Cobourg en Ontario au Canada) est un joueur professionnel canadien de hockey sur glace de la Ligue nationale de hockey évoluant avec les Hurricanes de la Caroline

## Carrière
En 1998, il débute avec les Whalers de Plymouth dans la Ligue de hockey de l'Ontario. Il est choisi en 28e position par les Flyers de Philadelphie lors du repêchage d'entrée dans la LNH 2000. En 2000, il débute dans la LNH avec cette équipe. En 2003, il rejoint les Hurricanes de la Caroline avec qui il remporte la Coupe Stanley en 2006.
Il remporte de nouveau la Coupe Stanley en 2012 et 2014 avec les Kings de Los Angeles. Lors de la deuxième victoire avec les Kings, il est désigné meilleur joueur des séries et reçoit le trophée Conn-Smythe.
Le 1er juillet 2015, il signe un contrat de deux ans en tant qu'agent libre d'une valeur de 6,5 millions de dollars avec les Capitals de Washington. En 2017, il signe un contrat de 4.5 millions par saison avec les Hurricanes de la Caroline. 

## Parenté dans le sport
Il est le petit neveu des frères joueurs de hockey de la LNH, Zellio Toppazzini et Jerry Toppazzini.

## Vie privée
Williams a épousé sa fiancée, Kelly, le 12 août 2006. Le couple a deux enfants ensemble : un fils et une fille. Ils ont acheté une maison à Ventnor, dans le New Jersey, en 2009. La famille a déménagé à Cary, en Caroline du Nord, en 2016, et a joué un rôle important dans le choix de Williams de revenir chez les Hurricanes.
Williams a la double nationalité canadienne et américaine, ayant acquis la citoyenneté américaine par naturalisation en juin 2017.

## Statistiques

### En club
| Saison     | Équipe                    | Ligue      |       | Saison régulière | Saison régulière | Saison régulière | Saison régulière | Saison régulière |    | Séries éliminatoires | Séries éliminatoires | Séries éliminatoires | Séries éliminatoires | Séries éliminatoires |
| Saison     | Équipe                    | Ligue      | PJ    | B                | A                | Pts              | Pun              | PJ               | B  | A                    | Pts                  | Pun                  |                      |                      |
| 1998-1999  | Ambassadors de Compuware  | NAHL       | 9     | 4                | 2                | 6                | 23               | -                | -  | -                    | -                    | -                    |                      |                      |
| 1998-1999  | Whalers de Plymouth       | LHO        | 47    | 4                | 8                | 12               | 28               | 7                | 1  | 2                    | 3                    | 0                    |                      |                      |
| 1999-2000  | Whalers de Plymouth       | LHO        | 68    | 37               | 46               | 83               | 46               | 23               | 14 | 16                   | 30                   | 10                   |                      |                      |
| 2000-2001  | Flyers de Philadelphie    | LNH        | 63    | 12               | 13               | 25               | 22               | -                | -  | -                    | -                    | -                    |                      |                      |
| 2001-2002  | Flyers de Philadelphie    | LNH        | 75    | 17               | 23               | 40               | 32               | 5                | 0  | 0                    | 0                    | 4                    |                      |                      |
| 2002-2003  | Flyers de Philadelphie    | LNH        | 41    | 8                | 16               | 24               | 22               | 12               | 1  | 5                    | 6                    | 8                    |                      |                      |
| 2003-2004  | Flyers de Philadelphie    | LNH        | 47    | 6                | 20               | 26               | 32               | -                | -  | -                    | -                    | -                    |                      |                      |
| 2003-2004  | Hurricanes de la Caroline | LNH        | 32    | 5                | 13               | 18               | 32               | -                | -  | -                    | -                    | -                    |                      |                      |
| 2004-2005  | Luleå HF                  | Elitserien | 49    | 14               | 18               | 32               | 61               | 4                | 0  | 1                    | 1                    | 29                   |                      |                      |
| 2005-2006  | Hurricanes de la Caroline | LNH        | 82    | 31               | 45               | 76               | 60               | 25               | 7  | 11                   | 18                   | 34                   |                      |                      |
| 2006-2007  | Hurricanes de la Caroline | LNH        | 82    | 33               | 34               | 67               | 73               | -                | -  | -                    | -                    | -                    |                      |                      |
| 2007-2008  | Hurricanes de la Caroline | LNH        | 37    | 9                | 21               | 30               | 43               | -                | -  | -                    | -                    | -                    |                      |                      |
| 2008-2009  | Hurricanes de la Caroline | LNH        | 32    | 3                | 7                | 10               | 9                | -                | -  | -                    | -                    | -                    |                      |                      |
| 2008-2009  | Kings de Los Angeles      | LNH        | 12    | 1                | 3                | 4                | 8                | -                | -  | -                    | -                    | -                    |                      |                      |
| 2009-2010  | Kings de Los Angeles      | LNH        | 49    | 10               | 19               | 29               | 39               | 3                | 0  | 1                    | 1                    | 2                    |                      |                      |
| 2010-2011  | Kings de Los Angeles      | LNH        | 73    | 22               | 35               | 57               | 59               | 6                | 3  | 1                    | 4                    | 2                    |                      |                      |
| 2011-2012  | Kings de Los Angeles      | LNH        | 82    | 22               | 37               | 59               | 44               | 20               | 4  | 11                   | 15                   | 12                   |                      |                      |
| 2012-2013  | Kings de Los Angeles      | LNH        | 48    | 11               | 22               | 33               | 22               | 18               | 6  | 3                    | 9                    | 8                    |                      |                      |
| 2013-2014  | Kings de Los Angeles      | LNH        | 82    | 19               | 24               | 43               | 48               | 26               | 9  | 16                   | 25                   | 35                   |                      |                      |
| 2014-2015  | Kings de Los Angeles      | LNH        | 81    | 18               | 23               | 41               | 29               | -                | -  | -                    | -                    | -                    |                      |                      |
| 2015-2016  | Capitals de Washington    | LNH        | 82    | 22               | 30               | 52               | 36               | 12               | 3  | 4                    | 7                    | 14                   |                      |                      |
| 2016-2017  | Capitals de Washington    | LNH        | 80    | 24               | 24               | 48               | 50               | 13               | 3  | 6                    | 9                    | 6                    |                      |                      |
| 2017-2018  | Hurricanes de la Caroline | LNH        | 82    | 16               | 35               | 51               | 56               | -                | -  | -                    | -                    | -                    |                      |                      |
| 2018-2019  | Hurricanes de la Caroline | LNH        | 82    | 23               | 30               | 53               | 44               | 15               | 4  | 3                    | 7                    | 18                   |                      |                      |
| 2019-2020  | Hurricanes de la Caroline | LNH        | 20    | 8                | 3                | 11               | 6                | 7                | 1  | 0                    | 1                    | 9                    |                      |                      |
| Totaux LNH | Totaux LNH                | Totaux LNH | 1 264 | 320              | 477              | 797              | 766              | 162              | 41 | 61                   | 102                  | 152                  |                      |                      |

### En équipe nationale
| Année | Évènement            |   | PJ | B | A | Pts | Pun | +/-                  |  | Résultat |
| 2002  | Championnat du monde | 5 | 0  | 3 | 3 | +4  | 6   | 6e place             |  |          |
| 2004  | Championnat du monde | 9 | 0  | 0 | 0 | -1  | 4   | Médaille d'or, monde |  |          |
| 2007  | Championnat du monde | 9 | 1  | 2 | 3 | -2  | 16  | Médaille d'or, monde |  |          |

## Trophées et honneurs personnels

### Ligue nationale de hockey
- 2005-2006 : vainqueur de la coupe Stanley avec les Hurricanes de la Caroline (1)
- 2006-2007 : participe au 55e Match des étoiles de la LNH
- 2011-2012 : vainqueur de la coupe Stanley avec les Kings de Los Angeles (2)
- 2013-2014 : 
  - vainqueur de la coupe Stanley avec les Kings de Los Angeles (3)
  - récipiendaire du trophée Conn-Smythe